# FK Pohronie
Futbalový klub Pohronie Žiar nad Hronom Dolná Ždaňa w skrócie FK Pohronie – słowacki klub piłkarski, grający w drugiej lidze słowackiej, mający siedzibę w mieście Żar nad Hronem.

## Historia
Klub został założony w 2012 roku w wyniku fuzji dwóch innych klubów TJ Sokol Dolná Ždaňa i FK Žiar nad Hronom. W sezonie 2012/2013 klub wywalczył swój historyczny awans do drugiej ligi słowackiej.

## Stadion
Domowe mecze klub rozgrywa na stadionie Mestský štadión, położonym w mieście Żar nad Hronem. Stadion może pomieścić 2309 widzów.